# Diplazontinae
Diplazontinae es una subfamilia de Ichneumonidae.
Son endoparasitoides de Syrphidae. Depositan sus huevos en el huevo o larva del huésped. El adulto emerge del pupario. Están distribuidos mundialmente, la mayoría en los continentes boreales. Hay 19 géneros.
Tienen mandíbulas con tres dientes. El primer segmento abdominal tiene forma de caja.

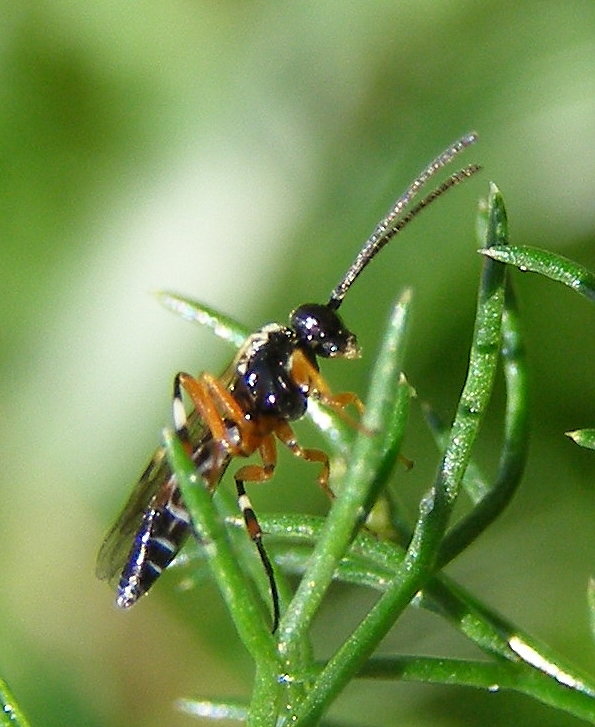
Diplazon laetatorius